# سلان
سلان (انگلیسی: Salon) یک وب‌گاه خبر است که در سال ۱۹۹۵ به عنوان بخشی از گروه رسانه‌ای سلان توسط دیوید تالبت تأسیس شد. تمرکز آن بر سیاست ایالات متحده آمریکا و امور کنونی از نقطه نظری لیبرال و بر ریویوی فیلم و کتاب و موسیقی است.
مقر سلان در نزدیکی مرکز شهر سان فرانسیسکو، کالیفرنیا است.
در سال ۱۶ ژوئیه ۲۰۱۲ سلان اعلام کرد که با ماندویس همکاری خواهد داشت.